# (128) Немезида
(128) Немези́да (лат. Nemesis) — астероид главного пояса, который принадлежит к тёмному спектральному классу C. Он имеет довольно низкую скорость вращения вокруг своей оси — на один оборот Немезида затрачивает 39 часов. Этот астероид был обнаружен 25 ноября 1872 года американским астрономом Дж. К. Уотсоном в Анн-Арборе, США и назван в честь Немесиды, богини возмездия в греческой мифологии. Японский инфракрасный спутник Akari выявил наличие на Немезиде гидратированных минералов.

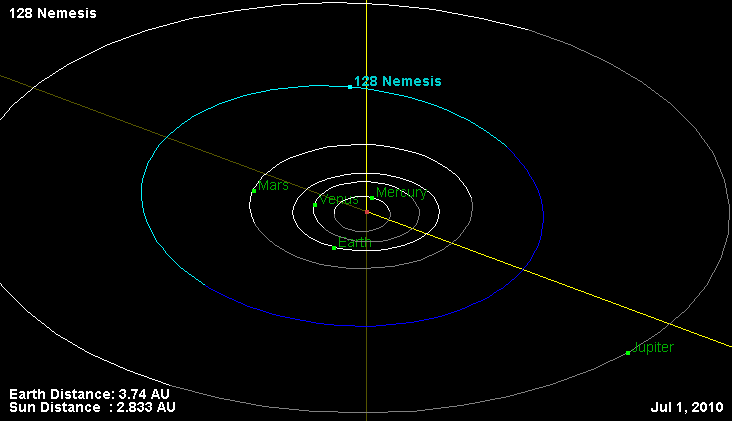
Орбита астероида Немезида и его положение в Солнечной системе

Интересно, что имя Немезида также было присвоено гипотетической звезде — красному карлику, который, якобы, является спутником Солнца.